# Филотаймия
Филотайми́я или календари́стика — коллекционирование и изучение карманных календарей. Изучает быт и историю людей, которая отображается на календарях.
Филотаймия происходит от греческих слов «philo» и «time» и дословно переводится как «любовь ко времени», а филотаймисты часто называют себя «хранителями времени», так как по карманным календарикам легко прослеживается история развития цивилизации.
Филотаймия является достаточно популярным видом коллекционирования, ввиду отсутствия больших затрат, а также простоте коллекционирования и обмена. Этот вид коллекционирования традиционно особенно популярен в России, на Украине, в Польше, Испании, Португалии, Болгарии.
Количество коллекционеров календарей в России оценивается в 2000 человек. Широко известны своей деятельностью Московский, Нижегородский, Санкт-Петербургский и Тюменский Клубы коллекционеров карманных календарей.